# Palazzo di Het Loo
L'antica residenza reale di Het Loo, presso Apeldoorn, in Gheldria, nei Paesi Bassi, venne iniziata nel 1684 su incarico dello statolder Guglielmo III d'Orange e della consorte Maria II Stuart, dal 1688 regina d'Inghilterra.  Per i successivi 300 anni, Het Loo servì da residenza estiva della Casa di Orange-Nassau, dal 1815 dinastia regnante dei Paesi Bassi.

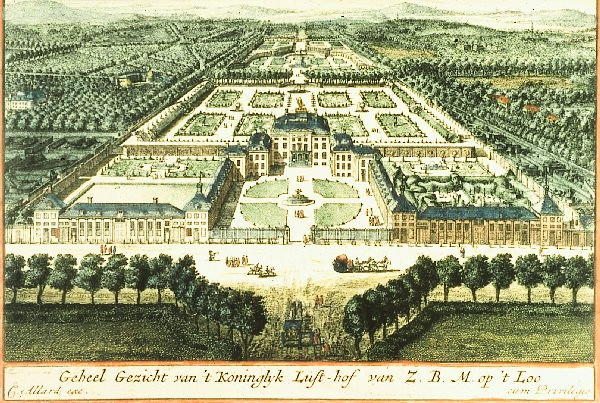
Het Loo ed il suo parco, nel progetto originario, mai completamente realizzati, stampa del XVIII secolo, successivamente colorata

## L'edificio
Il palazzo è uno dei principali esempi del barocco olandese, che stempera la grandiosità propria delle grandi regge ad imitazione di quella di Versailles, con il gusto borghese della aristocrazia delle Sette Province Unite.

Ciò nonostante rispecchia la struttura entre cour et jardin ("fra corte e parco") propria della Reggia di Versailles e dei palazzi parigini dell'epoca.  E nonostante una struttura dell'edificio per masse ritmicamente crescenti, ad esprimere la gerarchia degli occupanti cui erano destinati.
Di modo che, la definizione programmatica del palazzo, come "Lust-hof" ("cortile di piacere" o, meno letteralmente, "casa di svago"), appare frutto di una ipocrita ansia di understatement.  Necessario, peraltro, al committente, che era sì re consorte d'Inghilterra, ma nelle Province Unite fungeva da 'reggente' (statolder) un quasi-monarca, all'epoca non ereditario, che doveva convivere con degli Stati Generali ancora gelosi delle proprie prerogative.

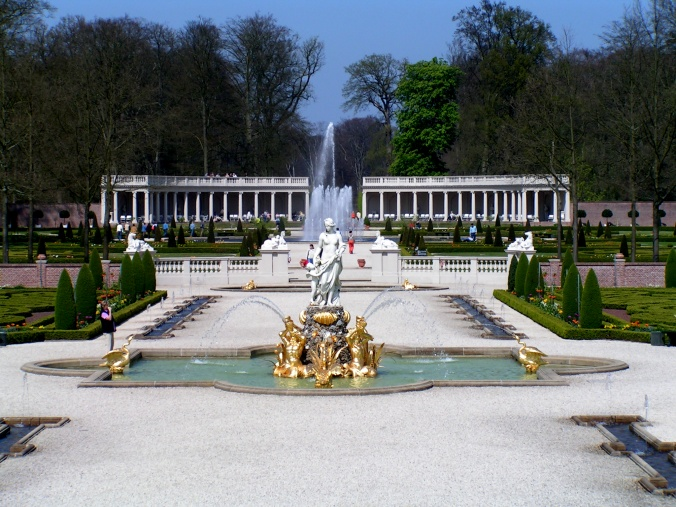
Il colonnato del parco, ricostruito sulla base dei disegni originari del Desgotz

## Il parco
Il "Grande Giardino" alla francese è posto al margine opposto dal grande accesso al palazzo, ciò che ne aumenta l'apparenza di esclusività aristocratica.  Esso è stato costruito sulla base del modello assoluto del parco di Versailles, prototipo del giardino barocco stabilito da André Le Nôtre: simmetria perfetta, disegno assiale con cammini radiali, dei parterre centrali arredati di fontane, bacini e statue.  Né avrebbe potuto essere altrimenti, dal momento che il disegno venne affidato al nipote del Le Nôtre, il Claude Desgotz.  Per giunta i giardini vennero dedicati ad Ercole.

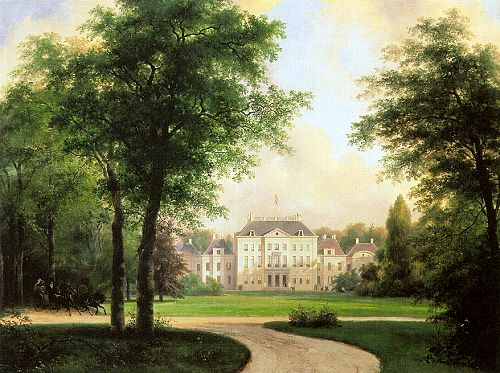
Il palazzo, nel 1838

La politica di Guglielmo III d'Orange, d'altra parte, proseguiva la secolare tendenza degli Orange-Nassau a rafforzare lo statolderat sino ai limiti della monarchia vera e propria (un obiettivo che sarebbe stato, infine, raggiunto, dal pronipote Guglielmo I, primo sovrano delle Paesi Bassi.  E, a differenza dei suoi predecessori e successori, egli poteva contare su una non più eguagliata posizione di sovrano consorte d'Inghilterra e prestigioso comandante militare delle due potenze protestanti impegnate nella guerra con il 'Re Sole'.  Con il quale ebbe a scontrarsi nella invasione francese dei Paesi Bassi eppoi nella Guerra della Grande Alleanza.
A suggerire una forma di understatement rimangono i dettagli, a partire dalle corti alberate fra i viali, che hanno forma rettangolare, anziché le forme più elaborate di Versailles.  Ovvero la mancata proiezione all'infinito dei lunghi viali, che pure il Desgotz aveva progettato e Guglielmo III approvato.  Senza contare le 'scatole' di legno a proteggere numerosi piante di arancio, a rappresentare la Casa di Orange.

## Restauro dei giardini
In ogni caso, l'originario disegno barocco del Claude Desgotz venne stravolto nel secolo successivo da un ridisegno ispirato ai giardini all'inglese.
Nel 1960, l'ormai ottantenne regina Guglielmina dichiarò che, alla sua morte, il palazzo sarebbe passato allo stato. Ciò che accadde due anni dopo, nel 1962, quando la regina morì proprio ad Het Loo.

Dopodiché la proprietà venne sottoposta ad un completo intervento di recupero ed oggi ospita un museo nazionale ed una biblioteca dedicata alla Casa di Orange-Nassau nella storia dei Paesi Bassi, insieme ad un museo sulla storia del Ordine Olandese dei Cavalieri (van de Kanselarij der Nederlandse Orden), nonché una seconda biblioteca ed altro materiale si decorazioni e medaglie.

Come parte del medesimo programma, nel 1970 venne iniziato il restauro del grande parco, sulla base dei disegni del 1684, che venne inaugurato in tempo per il tricentenario del 1984.